# Dean (cantor)
Kwon Hyuk (em hangul: 권혁; 10 de novembro de 1992), mais conhecido pelo seu nome artístico Dean (em hangul: 딘), é um cantor, compositor e produtor musical sul-coreano. Dean lançou apenas um EP, 130 Mood: TRBL, bem como fez várias colaborações com ambos os artistas americanos e sul-coreanos.

## História
Kwon Hyuk nasceu e cresceu em Hongeun-dong, Seul. Ele desenvolveu um interesse em hip hop americano e rap no ensino médio e começou a cantar na escola. Naquela época, a música era considerada como uma distração, algo como uma "fuga dos estudos", e não como uma ocupação. Inicialmente, ele escrevia canções em seu quarto e mantinha em segredo de seus pais. Embora tenha  sido  o primeiro músico em sua família, seus pais apoiaram a sua decisão de se tornar um artista.
Ele começou sua carreira na idade de dezesseis anos, trabalhando com o artista de hip-hop, Keith Ape. Aos dezoito anos, ele estava escrevendo músicas para estrelas K-pop, sob o nome 'Deanfluenza'. O nome originou-se do ator James Dean, cuja imagem rebelde o atraiu, e a palavra "influenza", significando seu desejo de ter um impacto "viral" na indústria da música.
Com a idade de vinte anos, ele estava sob a tutela do CEO da Joombas Music Group e produtor Hyuk Shin, empregada com o time de compositores da empresa baseada em Los Angeles, cujas obras incluem "Growl" do EXO e "One Less Lonely Girl" de Justin Bieber. Ele foi creditado em faixas, incluindo "Black Pearl" de Exo e "Voodoo Doll" de Vixx.

## 2015:Debutnos EUA e Coreia do Sul
Dean estreou nos Estados Unidos em julho de 2015 com o single "I'm Not Sorry", caracterizando vencedor do Grammy Eric Bellinger. Isso à parte dele em setembro outros cantores coreanos que haviam colaborado com artistas norte-americanos, a grande maioria dos quais começaram suas carreiras na Coreia. A revista FACT Claire UK Lobenfeld subsequentemente se referiu ao seu trabalho com Bellinger, ao listar-lo como um artista R & B para assistir em 2016, observando que artistas como Justin Bieber e Chris Brown esteve presente com Bellinger funcionou. Naquele ano, colaborou passado com Mila J em "Here and Now" e Anderson .Paak em "Put My Hands on You".

## Discografia

### Extended plays
| Título         | Detalhes                                                    | Posição de pico no gráfico | Posição de pico no gráfico | Posição de pico no gráfico | Vendas        |
| Título         | Detalhes                                                    | KOR                        | US World                   | US Heat                    | Vendas        |
| -------------- | ----------------------------------------------------------- | -------------------------- | -------------------------- | -------------------------- | ------------- |
| 130 mood: TRBL | - Lançado: 24 de março de 2016 - Label: Joombas & Universal | 10                         | 3                          | 22                         | - KOR: 22,005 |

### Singles

#### Como Artista Principal
| Título                                          | Ano  | Posições de pico | Posições de pico | Vendas            | Álbum             |
| Título                                          | Ano  | KOR              | US World         | Vendas            | Álbum             |
| ----------------------------------------------- | ---- | ---------------- | ---------------- | ----------------- | ----------------- |
| "I'm Not Sorry" (featuring Eric Bellinger)      | 2015 | —                | —                | - KOR: 761,469    | Non-album release |
| "Put My Hands on You" (featuring Anderson Paak) | 2015 | —                | —                | - KOR: 129,805    | Non-album release |
| "I Love It" (featuring Dok2)                    | 2016 | —                | —                | - KOR: 24,657     | 130 Mood : TRBL   |
| "Pour Up" (featuring Zico)                      | 2016 | 96               | —                | - KOR: 34,796     | 130 Mood : TRBL   |
| "What 2 Do" (featuring Crush and Jeff Bernat)   | 2016 | 41               | —                | - KOR: 354,432    | 130 Mood : TRBL   |
| "21"                                            | 2016 | 82               | —                | - KOR: 161,332    | 130 Mood : TRBL   |
| "Bonnie & Clyde"                                | 2016 | —                | 12               | - KOR: 42,809     | 130 Mood : TRBL   |
| "D (Half Moon) (featuring Gaeko)"               | 2016 | 15               | —                | - KOR: 2,317,666+ | 130 Mood : TRBL   |
| "Come Over" (넘어와) (featuring Baek Ye-rin)    | 2017 | 6                | —                | - KOR: 827,673    | limbo (single)    |
| "love" (featuring Syd)                          | 2017 | —                | —                | - KOR: 20,052     | Non-album single  |
| 'Instagram'                                     | 2017 | 1                | —                | - KOR: 189,196    | Non-album single  |

#### Participações
| Título                                                             | Ano  | Posições de pico | Posições de pico | Vendas          | Álbum                      |
| Título                                                             | Ano  | KOR              | US World         | Vendas          | Álbum                      |
| ------------------------------------------------------------------ | ---- | ---------------- | ---------------- | --------------- | -------------------------- |
| "요즘어때?" (How Are You These Days?) (Dynamic Duo featuring Dean) | 2015 | 38               | —                | - KOR: 69,188   | Grand Carnival             |
| "247" (Junggigo featuring Zion. T, Crush and Dean)                 | 2015 | 14               | —                | - KOR: 163,903  | Non-album single           |
| "Fancy" (Paloalto featuring Dean & Sway D)                         | 2016 | —                | —                | - KOR: 21,392   | Non-album single           |
| "Bad Vibes Lonely" (Dok2 featuring Dean)                           | 2016 | —                | —                | - KOR: 15,291   | Non-album single           |
| "Shut Up & Groove" (Heize featuring Dean)                          | 2016 | 27               | 24               | - KOR: 264,326  | And July                   |
| "Starlight" (Taeyeon featuring Dean)                               | 2016 | 5                | 6                | - KOR: 474,489  | Why                        |
| "And July" (Heize featuring Dean, DJ Fritz)                        | 2016 | 9                | —                | - KOR: 766,749+ | And July                   |
| "Ain't Got Nobody" (Miryo featuring Dean)                          | 2016 | 71               | —                | —               | Unpretty Rapstar 3 track 5 |
| "No Thx" (Yuk Jidam featuring 수란, Dean)                          | 2016 | 83               | —                | —               | Unpretty Rapstar 3 track 6 |
| "Bermuda Triangle" (Zico featuring Dean and Crush)                 | 2016 | 2                | 3                | - KOR: 717,231+ | Non-album single           |
| "Know Me" (DPR LIVE feat. DEAN)                                    | 2017 | —                | —                | N/A             | Coming To You Live         |
| "B.O.S.S" (Yammo feat. DEAN, Dok2)                                 | 2017 | —                | —                | N/A             | Non-album single           |
| "Too Much" (Loco feat. DEAN)                                       | 2017 | 12               | —                | - KOR: 136,535  | Bleached                   |
| "1+1=0" (Suran feat. DEAN)                                         | 2017 | 32               | —                | KOR: 50,668     | Walkin'                    |

### Videos musicais
| Ano  | Vídeo de música                                 |
| ---- | ----------------------------------------------- |
| 2015 | "I'm Not Sorry" (featuring Eric Bellinger)      |
| 2015 | "Put My Hands on You" (featuring Anderson Paak) |
| 2015 | "I Love It" (featuring Dok2)                    |
| 2015 | "Pour Up" (featuring Zico)                      |
| 2016 | "What 2 Do" (featuring Crush and Jeff Bernat)   |
| 2016 | "bonnie & clyde"                                |
| 2016 | "D (Half Moon) (featuring Gaeko)"               |
| 2016 | "Shut Up & Groove" (Heize featuring Dean)       |
| 2016 | "Starlight" (Taeyeon featuring Dean)            |
| 2016 | "And July" (Heize featuring Dean, DJ Fritz)     |
| 2016 | "Corona" (Punchnello featuring Crush)           |
| 2016 | "Bermuda Triangle" (Zico featuring Dean, Crush) |
| 2017 | "Come Over" (feat. Baek Yerin)                  |
| 2017 | "Know Me" (DRP LIVE feat. DEAN)                 |
| 2017 | "love" (feat. Syd)                              |
| 2018 | "Instagram"                                     |

### Produção
| Ano  | Artista                           | Álbum                                            | Canção                       | Letra | Música | Notas    | Ref.          |
| ---- | --------------------------------- | ------------------------------------------------ | ---------------------------- | ----- | ------ | -------- | ------------- |
| 2013 | 100%                              | Real 100%                                        | "Want You Back"              | Sim   | Não    | —        |               |
| 2013 | EXO                               | XOXO                                             | "Black Pearl"                | Não   | Sim    | —        |               |
| 2013 | VIXX                              | Voodoo                                           | "Voodoo Doll"                | Não   | Sim    | —        |               |
| 2013 | HISTORY                           | Blue Spring                                      | "Hello"                      | Sim   | Sim    | —        | [ 29 ]        |
| 2014 | VIXX                              | Non-album single                                 | "Eternity"                   | Sim   | Sim    | Produção | [ 30 ]        |
| 2014 | John Park                         | Non-album single                                 | "U"                          | Sim   | Sim    | —        | [ 31 ]        |
| 2014 | MADTOWN                           | Mad Town                                         | "YOLO"                       | Sim   | Não    | —        | [ 32 ]        |
| 2015 | MADTOWN                           | Welcome to MADTOWN                               | "드루와"                     | Sim   | Sim    | —        | [ 33 ]        |
| 2015 | UNIQ                              | EOEO                                             | "EOEO"                       | Sim   | Não    | —        | [ 34 ]        |
| 2015 | SPEED                             | Speed On                                         | "What U"                     | Sim   | Não    | —        | [ 35 ]        |
| 2015 | Chad Future                       | Ak-Pop                                           | "Famous"                     | Sim   | Não    | —        | [ 36 ]        |
| 2015 | VIXX                              | Chained Up                                       | "Eternity"                   | Sim   | Sim    | Produção | [ 30 ]        |
| 2015 | Dynamic Duo                       | Grand Carnival                                   | "요즘어때? How You Doin'?"   | Sim   | Sim    | —        | [ 15 ]        |
| 2015 | EXO                               | Sing for You                                     | "Unfair"                     | Sim   | Sim    | —        | [ 37 ]        |
| 2016 | iKON (Bobby, Junhoe, Donghyuk)    | Two Yoo Project Sugar Man Part 14 (song by Mose) | "사랑인걸 It's Love"         | Não   | Não    | Arranjo  |               |
| 2016 | Lee Hi (featuring Mino)           | Seoulite                                         | "비행 World Tour"            | Sim   | Sim    | —        | [ 38 ]        |
| 2016 | Lee Hi (featuring Bobby)          | Seoulite                                         | "Video"                      | Sim   | Sim    | —        | [ 38 ]        |
| 2016 | Paloalto (featuring Dean, Sway D) | Non-album single                                 | "Fancy"                      | Sim   | Sim    | —        | [ 39 ]        |
| 2016 | Winner (Seungyoon, Mino, Taehyun) | Two Yoo Project Sugar Man Part 21 (song by Hey)  | Arranjo ("쥬 뗌므 Je T'aime" | Não   | Não    | Arranjo  |               |
| 2016 | Boys Republic                     | BR:evolution                                     | "지켜만 봐 Eyes on Me"       | Não   | Sim    | —        | [ 40 ]        |
| 2016 | Block B (B-Bomb, U-Kwon)          | Blooming Period                                  | "빙글빙글 Round and Round"   | Sim   | Sim    | —        | [ 41 ]        |
| 2016 | Dok2 (featuring Dean)             | Non-album single                                 | "Bad Vibes Lonely"           | Sim   | Sim    | —        | [ 19 ]        |
| 2016 | Heize (featuring Dean)            | And July                                         | "Shut Up & Groove"           | Sim   | Sim    | Arranjo  | [ 21 ] [ 22 ] |
| 2016 | Heize (featuring Dean, DJ Fritz)  | And July                                         | "And July"                   | Sim   | Sim    | —        | [ 21 ] [ 22 ] |
| 2016 | Miryo (featuring Dean)            | Unpretty Rapstar 3 track 5                       | "Ain't Got Nobody"           | Não   | Sim    | Produção | [ 27 ]        |
| 2016 | Yuk Jidam (featuring Suran, Dean) | Unpretty Rapstar 3 track 6                       | "No Thx"                     | Não   | Sim    | Produção | [ 27 ]        |
| 2016 | BASTARZ                           | Welcome 2 Bastarz                                | "Make It Rain"               | Sim   | Sim    | Arranjo  | [ 42 ]        |